# Григорян, Карен Акопович
Карен Акопович Григорян (арм. Կարեն Հակոբի Գրիգորյան; род. 25 февраля 1995) — армянский шахматист, гроссмейстер (2013).
Чемпион Армении до 14 лет (2008). Чемпион Европы до 16 лет (2010). 
Победитель Мемориала Г. Каспаряна — Юных Мастеров 2010 и турнира молодых звезд 2011 года.
Победитель чемпионата Армении по шахматам 2015 года. Призер открытого чемпионата Албены (2012), открытого международного турнира Vila de Sitges в июле 2013 года, победитель Ереванского открытого чемпионата (2017). Победитель 9-го открытого турнира в Пенанг (2017), международного открытого чемпионата по шахматам Jolimark (HK)(2017).
В 2019 году стал победителем международного турнира Элгойбар, набрав 7 очков из 9 возможных.
В международном турнире по молниеносным шахматам в португальском городе Сера Карен Григорян занял 3-е место. 

## Таблица результатов
| Год  | Город  | Турнир                 | + | − | = | Результат | Место |
| ---- | ------ | ---------------------- | - | - | - | --------- | ----- |
| 2015 | Ереван | 75-й чемпионат Армении | 4 | 1 | 4 | 6 из 9    | 1     |
|      |        |                        |   |   |   | из        |       |

## Изменения рейтинга
| Графики недоступны из-за технических проблем. См. информацию на Фабрикаторе и на mediawiki.org. |